# KNM-ER 992

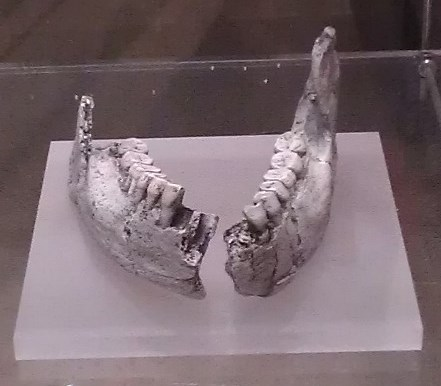
Copia del fossile KNM-ER 992 al Museo delle scienze naturali di Madrid

KNM-ER 992 è un fossile di mandibola di un ominide della specie Homo ergaster, datato a circa 1.5 milioni di anni fa, scoperto vicino al lago Turkana in Kenya, nel 1971 da Richard Leakey e G. Isaac.

## Descrizione
KNM ER 992 è una mandibola ritrovata divisa in due metà, con incisivi mancanti. La mandibola,appartenuta ad un esemplare adulto, è meno robusta rispetto a quella dell'Australopithecus, con denti relativamente piccoli.